# Hamid Moha
Hamid Moha (en arabe : حميد موحا) est un footballeur international algérien né le 17 août 1949 à El Biar dans la wilaya d'Alger et mort le 22 novembre 1970. Il évoluait au poste de défenseur central.

## Biographie

### En club
Hamid Moha évolue en première division algérienne avec le club du CR Belouizdad ou il a remporté de nombreux titres avec le CRB.

### En équipe nationale
Hamid Moha reçoit cinq sélections en équipe d'Algérie. Il joue son premier match avec les verts le 22 décembre 1968, contre la France olympique (nul 1-1). Son dernier match a lieu le 25 décembre 1969, aussi contre la France olympique (victoire 3-1).

## Palmarès
| CR Belouizdad - Championnat d'Algérie (2) : - Champion : 1968-69 et 1969-70. - Coupe d'Algérie (2) : - Vainqueur : 1968-69 et 1969-70. |  | - Coupe du Maghreb des clubs champions (2) : - Vainqueur : 1969-70 et 1970-71. |